# شهاب كردان
شهاب كردان (22 مايو 1984 بجويبار في إيران - ) هو لاعب كرة قدم إيراني في مركز حراسة المرمى. شارك مع منتخب إيران لكرة القدم. أما مع النوادي، فقد لعب مع نادي أبو مسلم خراسان ونادي برسبوليس ونادي ذوب آهن أصفهان ونادي سباهان أصفهان.

## وصلات خارجية
- شهاب كردان على موقع قاعدة بيانات كرة القدم.إي يو (الإنجليزية)
- شهاب كردان على موقع ناشيونال فوتبول تيمز (الإنجليزية)
- شهاب كردان على موقع Soccerway.com (الإنجليزية)